# Międzyzdroje
Międzyzdroje (Duits: Misdroy) is een stad in het Poolse woiwodschap West-Pommeren, gelegen in de powiat Kamieński. De oppervlakte bedraagt 4,51 km², het inwonertal 5494 (2005).

## Verkeer en vervoer
- Station Międzyzdroje